# Mezistátní utkání české hokejové reprezentace v sezóně 2006/2007
Mezistátních utkání české hokejové reprezentace v sezóně 2006/2007 bylo celkem 28. Nejprve odehrála reprezentace 3 zápasy na Česká pojišťovna Cupu 2006, pak přátelský zápas se Švédskem, 3 zápasy na Karjala Cupu 2006, přátelský zápas s Běloruskem a 3 zápasy na Channel One Cupu 2006. Následoval další přátelský zápas se Švédskem, 3 zápasy na LG Hockey Games 2007 a 4 přátelské zápasy. Po 2 zápasech na Euro Hockey Tour 2006/2007 zakončilo reprezentační sezónu 7 zápasů na Mistrovství světa v ledním hokeji 2007.

## Přehled mezistátních zápasů
| Pořadí | Datum        |       | Výsledek                           | Soupeř    | Soutěž                         | Místo utkání |
| ------ | ------------ | ----- | ---------------------------------- | --------- | ------------------------------ | ------------ |
| 1585.  | 31. 8. 2006  | Česko | 2 : 1sn (0:0, 0:0, 1:1 - 0:0, 1:0) | Finsko    | Česká pojišťovna Cup 2006      | Liberec      |
| 1586.  | 2. 9. 2006   | Česko | 2 : 4 (0:0, 1:2, 1:2)              | Švédsko   | Česká pojišťovna Cup 2006      | Liberec      |
| 1587.  | 3. 9. 2006   | Česko | 3 : 4 (0:1, 1:2, 2:1)              | Rusko     | Česká pojišťovna Cup 2006      | Liberec      |
| 1588.  | 7. 11. 2006  | Česko | 3 : 4 (1:1, 2:1, 0:2)              | Švédsko   | přátelsky                      | Plzeň        |
| 1589.  | 9. 11. 2006  | Česko | 5 : 4 (0:0, 2:2, 3:2)              | Švédsko   | Karjala Cup 2006               | Praha        |
| 1590.  | 11. 11. 2006 | Česko | 1 : 2 (0:0, 0:1, 1:1)              | Finsko    | Karjala Cup 2006               | Helsinky     |
| 1591.  | 12. 11. 2006 | Česko | 2 : 3sn (1:0, 0:0, 1:2 - 0:0, 0:1) | Rusko     | Karjala Cup 2006               | Helsinky     |
| 1592.  | 12. 12. 2006 | Česko | 2 : 0 (1:0, 1:0, 0:0)              | Bělorusko | přátelsky                      | Praha        |
| 1593.  | 14. 12. 2006 | Česko | 2 : 3 (0:1, 2:2, 0:0)              | Finsko    | Channel One Cup 2006           | Helsinky     |
| 1594.  | 16. 12. 2006 | Česko | 5 : 7 (1:3, 3:2, 1:2)              | Švédsko   | Channel One Cup 2006           | Moskva       |
| 1595.  | 17. 12. 2006 | Česko | 1 : 4 (0:0, 0:2, 1:2)              | Rusko     | Channel One Cup 2006           | Moskva       |
| 1596.  | 6. 2. 2007   | Česko | 1 : 2pp (1:0, 0:0, 0:1 - 0:1)      | Švédsko   | přátelsky                      | Jönköping    |
| 1597.  | 8. 2. 2007   | Česko | 1 : 6 (0:2, 1:2, 0:2)              | Švédsko   | LG Hockey Games 2007           | Stockholm    |
| 1598.  | 10. 2. 2007  | Česko | 5 : 0 (2:0, 1:0, 2:0)              | Finsko    | LG Hockey Games 2007           | Stockholm    |
| 1599.  | 11. 2. 2007  | Česko | 2 : 3sn (0:0, 2:1, 0:1 - 0:0, 0:1) | Rusko     | LG Hockey Games 2007           | Stockholm    |
| 1600.  | 5. 4. 2007   | Česko | 1 : 3 (0:0, 0:1, 1:2)              | Švýcarsko | přátelsky                      | Olomouc      |
| 1601.  | 6. 4. 2007   | Česko | 5 : 3 (0:1, 0:1, 5:1)              | Švýcarsko | přátelsky                      | Prostějov    |
| 1602.  | 12. 4. 2007  | Česko | 5 : 2 (2:1, 1:1, 2:0)              | Slovensko | přátelsky                      | Trenčín      |
| 1603.  | 13. 4. 2007  | Česko | 3 : 1 (1:0, 2:0, 0:1)              | Slovensko | přátelsky                      | Brno         |
| 1604.  | 19. 4. 2007  | Česko | 0 : 1 (0:1, 0:0, 0:0)              | Finsko    | Euro Hockey Tour 2006/07 (O3M) | Helsinky     |
| 1605.  | 21. 4. 2007  | Česko | 1 : 0pp (0:0, 1:0, 0:0 - 1:0)      | Finsko    | Euro Hockey Tour 2006/07 (O3M) | Praha        |
| 1606.  | 27. 4. 2007  | Česko | 8 : 2 (4:1, 1:1, 3:0)              | Bělorusko | Mistrovství světa 2007 (ZS)    | Mytišči      |
| 1607.  | 29. 4. 2007  | Česko | 6 : 1 (2:0, 1:1, 3:0)              | Rakousko  | Mistrovství světa 2007 (ZS)    | Mytišči      |
| 1608.  | 1. 5. 2007   | Česko | 4 : 3 (1:0, 1:1, 2:2)              | USA       | Mistrovství světa 2007 (ZS)    | Mytišči      |
| 1609.  | 3. 5. 2007   | Česko | 0 : 2 (0:1, 0:0, 0:1)              | Německo   | Mistrovství světa 2007 (OSF)   | Mytišči      |
| 1610.  | 5. 5. 2007   | Česko | 2 : 3 (1:0, 0:2, 1:1)              | Slovensko | Mistrovství světa 2007 (OSF)   | Mytišči      |
| 1611.  | 6. 5. 2007   | Česko | 3 : 4pp (1:0, 1:1, 1:2 - 0:1)      | Kanada    | Mistrovství světa 2007 (OSF)   | Mytišči      |
| 1612.  | 9. 5. 2007   | Česko | 0 : 4 (0:1, 0:0, 0:3)              | Rusko     | Mistrovství světa 2007 (ČTF)   | Moskva       |

## Bilance sezóny 2006/07
| Soupeř    | Zápasy | Výhry | VP | PP | Prohry | Skóre |
| --------- | ------ | ----- | -- | -- | ------ | ----- |
| Bělorusko | 2      | 2     | 0  | 0  | 0      | 10:2  |
| Finsko    | 6      | 1     | 2  | 0  | 3      | 12:7  |
| Kanada    | 1      | 0     | 0  | 1  | 0      | 3:4   |
| Německo   | 1      | 0     | 0  | 0  | 1      | 0:2   |
| Rakousko  | 1      | 1     | 0  | 0  | 0      | 6:1   |
| Rusko     | 5      | 0     | 0  | 2  | 3      | 8:18  |
| Slovensko | 3      | 2     | 0  | 0  | 1      | 10:6  |
| Švédsko   | 6      | 1     | 0  | 1  | 4      | 17:27 |
| Švýcarsko | 2      | 1     | 0  | 0  | 1      | 6:6   |
| USA       | 1      | 1     | 0  | 0  | 0      | 4:3   |
| Celkem    | 28     | 9     | 2  | 4  | 13     | 76:78 |

## Přátelské mezistátní zápasy
Česko –  Švédsko	3:4 (1:1, 2:1, 0:2)
7. listopadu 2006 – Plzeň

Branky Česka: 9. Huml, 21. Veselý, 32. Hamr

Branky Švédska: 18. Davidsson, 29. Berglund, 44. Wallin, 49. Hedström.

Rozhodčí: Zacharov (RUS) – Barvíř, Blümel (CZE)

Vyloučení: 7:10 (1:1, 1:0)

Diváků: 4 106
Česko: Málek – Hamr, Žižka, Čutta, Zíb, Hrabal, Čáslava, Platil, Blaťák – Brendl, Straka, Veselý – Irgl, Huml, Frolík – Šimánek, Divíšek, Matějovský – Kudrna, Skuhravý, Pivko.
Švédsko: Ersberg – Stralman, Tärnström, Johansson, Enström, Sandström, Lindgren, Jonsson, Hallberg – Berglund, Warg, Hedström – T. Eriksson, J. Eriksson, Mansson – Mattsson, Ölvestad, Wallin – Nordgren, Jönsson, Davidsson.

 Česko -  Bělorusko 2:0 (1:0, 1:0, 0:0)
12. prosince 2006 – Praha

Branky Česka: 10. Kohn, 31. Irgl.

Branky Běloruska: nikdo

Rozhodčí: Šindler – Bláha, Kalivoda (CZE)

Vyloučení: 5:8 (0:0)

Diváků: 10 465
Česko: Hnilička – Hamr, Platil, Kroupa, Čáslava, Gureň, Kutlák, Ficenec, Philipp – P. Sýkora, J. Marek, Rolinek – Šimánek, J. Straka, Kohn – Irgl, Kalla, Hubáček – Bednář, Mikeska, Skořepa.
Bělorusko: Šabanov – Leontěv, Cvetkov, Kostjučenov, Glebov, Žurik, Svito, Černook, Makrickij – Dudik, Židkych, Michalev – Strachov, Borovkov, Sacharov – Gorbokoň, Kukuškin, Volček – Čuprys, Volkov, Kulakov.

 Česko –  Švédsko 1:2pp (1:0, 0:0, 0:1 – 0:1)
6. února 2007 – Jönköping

Branky Česka: 12. Irgl

Branky Švédska: 46. Tärnström, 62. Hjalmarsson.

Rozhodčí: Partanen (FIN) – Jansson, Sabelström (SWE)

Vyloučení: 7:9

Diváků: 6 034
Česko: Trvaj – Hrabal (31.-38. Hamr), Barinka, Čutta, Čáslava, Platil, Blaťák – Bednář (34. Čermák), J. Marek (34. Huml), P. Hubáček – Balaštík, Hrdina, Rosa – Irgl, J. Straka, Pletka – Netík, Skuhravý, Kohn.
Švédsko: Gistedt – Petrasek, Hjalmarsson, Akerman, Tärnström, Sandström, Hallberg, K. Jönsson, Lindgren – Jämtin, Davidsson, Thörnberg – Berglund, Wallin, Hedström – Hörnqvist, J. Jönsson, Bremberg – Martensson, Bäckström, Emvall.

 Česko –  Švýcarsko	1:3 (0:0, 0:1, 1:2)
5. duben 2007 – Olomouc	

Branky Česka: 58. Červenka

Branky Švýcarska: 27. Camichel, 44. Wichser, 52. Sprunger.

Rozhodčí: Šindler – Kalivoda, Šatava (CZE)

Vyloučení: 3:8 (0:1)

Diváků: 3 650
Česko: Čechmánek – Nosek, Žižka, Výtisk, Blaťák, Hrabal, Gřegořek, Hamr, Zíb – Bednář, J. Straka, Záhorovský – Růžička, Huml, Kotrla – Hřebejk, V. Hübl, Brabenec – I. Rachůnek, Červenka, Kubiš – Pabiška.
Švýcarsko: Manzato – Gobbi, Hirschi, Blindenbacher, P. Fischer, Forster, Seger, Dubois, J. Vauclair – Lemm, Jeannin, Wichser – Della Rosa, Monnet, Sprunger – DiPietro, Sannitz, Camichel – Wirz, Savary, Déruns – Traschsler.

 Česko –  Švýcarsko	5:3 (0:1, 0:1, 5:1)
6. dubna 2007 – Prostějov

Branky Česka: 43. Záhorovský, 50. Hřebejk, 51. Hamr, 53. a 57.Zíb

Branky Švýcarska: 15. Sprunger, 29. Lemm, 42. Blindenbacher.

Rozhodčí: Smeták – Čech, Zlámal (CZE)

Vyloučení: 9:12 (2:2) navíc Jeannin na 10. min.

Diváků: 3 794
Česko: Čechmánek – Hamr, Žižka, Výtisk, Blaťák, Nosek, Gřegořek, Hrabal, Zíb – Bednář, J. Straka, Kotrla – Růžička, Huml, Záhorovský – Hřebejk, V. Hübl, Brabenec – Pabiška, Červenka, Kubiš.
Švýcarsko: Manzato – Blindenbacher, P. Fischer, Dubois, J. Vauclair, Gobbi, Ngoi, Forster, Seger – Della Rosa, Savary, Sprunger – Wirz, Wischer, Déruns – Lemm, Jeannin, Monnet – DiPietro, Sannitz, Camichel.

 Česko –  Slovensko 5:2 (2:1, 1:1, 2:0)
12. dubna 2007 – Trenčín

Branky Česka: 4. Kohn, 8. Brabenec, 38. Zíb, 45. Balaštík, 50. Zíb

Branky Slovenska: 16. Surový, 40. Skladaný.

Rozhodčí: Jonák – Mášik, M. Novák (SVK)

Vyloučení: 7:9 (2:0, 1:0)

Diváků: 4 800
Česko: Čechmánek – Hamr, Žižka, Platil, Zíb, Výtisk, Blaťák, Nosek, Gřegořek – Bednář, J. Straka, Kohn – Balaštík, Huml, Kotrla – Hřebejk, V. Hübl, Brabenec – Kubiš, Červenka, P. Hubáček.
Slovensko: Hála – Graňák, Starosta, Podhradský, Milo, Čierny, Štrbák, Šterbák, Švárny – Melichárek, Cibák, Somík – Čiernik, M. Kováčik, Surový – M. Hudec, Kapuš, Skladaný – Kulha, Kukumberg, Uram.

 Česko –  Slovensko 3:1 (1:0, 2:0, 0:1)
13. dubna 2007 – Brno

Branky Česka: 16. Hamr, 27. Novotný, 34. Hubáček

Branky Slovenska: 53. Podkonický.

Rozhodčí: Minář – Barvíř, Blümel (CZE)

Vyloučení: 8:9 (1:1) – navíc Kováčik na 10. min.

Diváků: 6 137
Česko: Čechmánek – Platil, Zíb, Hamr, Žižka, Nosek, Výtisk, Blaťák – Irgl, Novotný, P. Hubáček – Bednář, J. Straka, Kohn – Balaštík, Huml, Tenkrát – Hřebejk, V. Hübl, Brabenec – I. Rachůnek.
Slovensko: Konrád – Podhradský, Čierny, Graňák, Švárny, Šterbák, Starosta – Čiernik, M. Kováčik, Surový – Kulha, Kukumberg, Melichárek – J. Štefanka, Podkonický, Somík – Školiak, Cibák, Kmeč – Skladaný.